# I Think I'm Okay
"I Think I'm Okay" (estilizado como "I Think I'm OKAY") é uma canção do artista americano Machine Gun Kelly, do músico inglês Yungblud e do músico e baterista americano Travis Barker. Foi lançado como single em 7 de junho de 2019, para o quarto álbum de estúdio de Machine Gun Kelly, Hotel Diablo.

## Antecedentes e lançamento
A música vazou em maio de 2019. Kelly declarou em uma entrevista com Zane Lowe que estava preocupado em incluir Barker na música, com medo de que a música pudesse soar mais com o estilo musical de Barker na banda Blink-182. De acordo com Kelly, Yungblud fez um freestyle e gravou seu verso em 10 minutos.
Na música, Kelly e Yungblud cantam sobre o uso de substâncias e demônios pessoais, enquanto Barker lida com a percussão da música. No refrão, Kelly critica seu próprio estilo de vida imprudente e hábitos perigosos.

## Videoclipe
O videoclipe foi lançado em 14 de junho de 2019. Noah Cyrus, Mod Sun e o co-proprietário do FaZe Clan, FaZe Banks, fizeram participações especiais no vídeo. O vídeo foi dirigido por Andrew Sandler. Em menos de 24 horas, o videoclipe ultrapassou um milhão de visualizações.

## Paradas musicais

### Paradas semanais
| Parada (2019)                                           | Posição máxima |
| ------------------------------------------------------- | -------------- |
| Australia (ARIA)                                        | 59             |
| Canadá (Canadian Hot 100)                               | 77             |
| República Checa (Rádio Top 100)                         | 6              |
| República Checa (Singles Digitál Top 100)               | 46             |
| Greece (IFPI)                                           | 66             |
| Lithuania (AGATA)                                       | 38             |
| New Zealand Hot Singles (RMNZ)                          | 14             |
| Escócia (Scottish Singles Chart)                        | 52             |
| Eslováquia (Singles Digitál Top 100)                    | 41             |
| Sweden Heatseeker (Sverigetopplistan)                   | 18             |
| Reino Unido (UK Singles Chart)                          | 90             |
| Estados Unidos (Bubbling Under Hot 100 Singles)         | 4              |
| Estados Unidos (Billboard Alternative Airplay)          | 18             |
| Estados Unidos (Billboard Hot Rock & Alternative Songs) | 3              |
| Rolling Stone Top 100                                   | 96             |

### Paradas de fim de ano
| Parada (2019)                 | Posição |
| ----------------------------- | ------- |
| US Hot Rock Songs (Billboard) | 8       |

## Certificações
| Região                                                                                             | Certificação | Vendas     |
| -------------------------------------------------------------------------------------------------- | ------------ | ---------- |
| Canadá (Music Canada)                                                                              | Ouro         | 40,000^    |
| Estados Unidos (RIAA)                                                                              | Platina      | 1,000,000‡ |
| *números de vendas baseados somente na certificação ^distribuições baseadas apenas na certificação |              |            |